# Ignác František Platzer

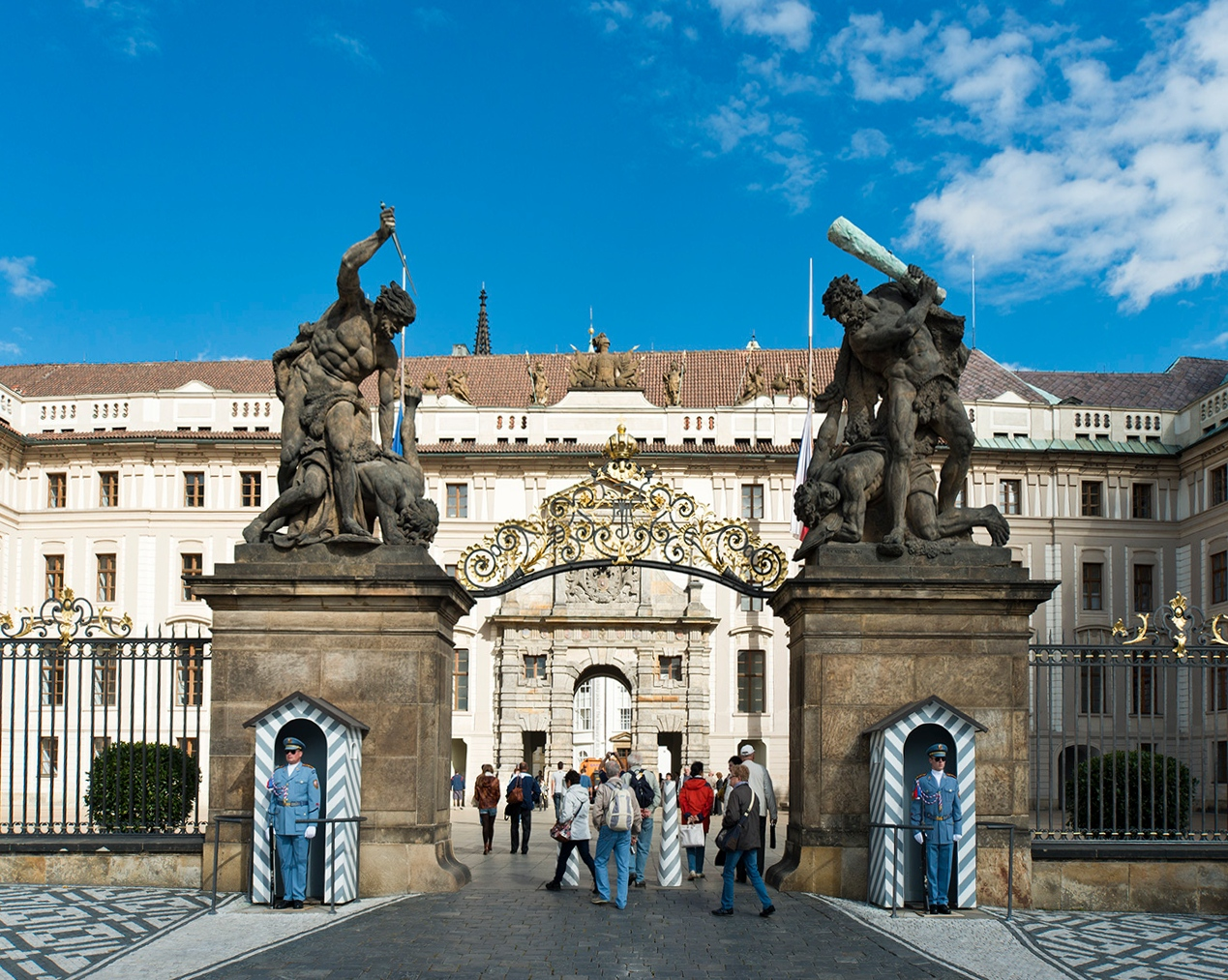
Zápasící Giganti (Titáni, gladiátoři) – volná kopie soch na pylonech vstupní brány do prvního čestného nádvoří Pražského hradu (kopie)

Ignác František Platzer (6. července 1717 Plzeň – 27. září 1787 Praha) byl česko-rakouský sochař a řezbář pozdního baroka a klasicismu, hlavní představitel sochařství druhé poloviny 18. století v Čechách.

## Život
Vyšel ze západočeské řezbářské rodiny Jana Benedikta Platzera a studoval na vídeňské akademii v ateliéru Georga Rafaela Donnera. Roku 1744 byl už usazen v Praze na Hradčanech v domě čp. 109/IV na Pohořelci. Dvakrát se oženil, poprvé s vdovou po řezbáři Matyáši Schönherrovi (1701–1743) a založil velkou rodinu s velmi produktivní dílnou, která trvala díky třem generacím jeho potomků až do závěru 19. století. Platzerova dílna se později přestěhovala do Loretánské ulice a nakonec do ulice Nebovidské a Saské na Malé Straně. Na pozvání císařovny Marie Terezie vytvořil po roce 1773 tři sochy pro vídeňský Schönbrunn a byl jmenován dvorním sochařem.
Je pohřben na Malostranském hřbitově v Košířích.

### Rodinná tradice
Po smrti nejstaršího syna, který vystudoval Akademii a byl určen jako pokračovatel Ignáce Platzera, převzal sochařskou dílnu jeho syn Ignác Michal (1757–1826), zvaný též Ignác II. Ten se stal rovněž dvorním sochařem jako jeho otec. Po josefínských reformách nastal obecný útlum umělecké aktivity a proto se věnoval převážně náhrobní plastice a vytvořil řadu významných klasicistních náhrobků. Druhý syn Josef byl malíř architektury.
Dcera Anna se provdala za pražského malíře Karla Zimmermanna.
Sochařskou dílnu dále převzali synové Ignáce Michala Platzera – František Ignác Jan (1799–1853) a Ignác Karel (1858–1895) a vnuk, rovněž sochař, Robert Platzer (1831–1868). Posledními majiteli dílny byli Jan Platzer a jeho matka, po jejichž smrti dílna roku 1907 zanikla. Modely a formy na drobnou figurální plastiku byly postoupeny Uměleckoprůmyslovému muzeu v Praze. Rodinný skicář s kresbami figurálních motivů postav světců, kompozic náhrobků a ornamentálních motivů byl odevzdán do Archivu hl. m. Prahy.

## Dílo
Ze zachovaného souboru vynikajících kreseb a modelů Ignáce Františka Platzera lze vyvodit, že jeho dílo, poučené vídeňským manýrizujícím klasicismem Georga Rafaela Donnera a Paula Trogera, se v pražském prostředí zprvu přizpůsobilo zdejším požadavkům a načas se vrátilo k expresivnějšímu baroknímu a rokokovému pojetí. Pozdější posilování klasicistních tendencí je v jeho díle trvale provázeno rokokovými prvky, zejména pokud jde o reliéfní ornamenty, drapérie nebo např. návrh kované mříže.
Celé soubory řezeb a kamenné plastiky vyšly z jeho ateliéru např. pro zámky v Dobříši a v Hoříně, pro kláštery na Zbraslavi a v Teplé, pro Pražský hrad.

### Výzdoba paláců
- Praha, Hradčany, vstupní brána na I. nádvoří Pražského hradu, Souboj titánů, heraldické znaky Rakouské říše a Českého království a dvě vázy s putti (1761–1762); titání jsou volnými kopiemi původních soch, zhotovili je r. 1902 Čeněk Vosmík a Antonín Procházka (sochař).[8]
- Praha, Hradčany, Arcibiskupský palác – dvě sousoší světlonošů na schodišti a dvě na můstku dvorního křídla (po 1764)
- Praha, Malá Strana, Malý Buquoyský palác (Francouzské velvyslanectví) – výzdoba schodiště (kolem 1780)
- Praha, Nové Město, Voršilská ulice, Schwarzenberský palác (1787)
- Praha, Staroměstské náměstí, Palác Kinských – šest alegorických soch: Čtyři Živly – ležící ženské figury s atributy; stojící sochy bohyň Venuše a Juno, na atice (originály v Lapidáriu Národního muzea, dvě z nich poškozené střelbou z května 1945 nejsou vystaveny)
- Praha, Karoliny Světlé, Pachtův Palác – 4 originální sochy zdobící interiéry a exteriéry památkově chráněného objektu, kde se dnes nachází Smetana Hotel
- Peruc, sochařská výzdoba peruckého zámku[9]

### Výzdoba zámeckých parků
- Bečváry
- Chudenice
- Dobříš, sochy a vázy
- Hořín, sochy a vázy
- Lysá nad Labem: Soubor antických bohů, Alegorie sedmera svobodných umění, Sochy sfing
- Měšice
- Vrchotovy Janovice - čtyři sochy Živlů, deponovány v depozitáři Lapidária Národního muzea
- Schönbrunn ve Vídni: Merkur, Herkules, Brutus a Lukrécie.

### Výzdoba kostelů a klášterů
- Praha, chrám sv. Víta: sochy čtyř ctností (1771) kolem náhrobku sv. Jana Nepomuckého, ve stříbře provedl Jiří W. Seitz (1771); vnější kamenný epitaf k náhrobku se sochou sv. Jana Nepomuckého a andělem;
- Praha, Malá Strana, kostel sv. Mikuláše – čtyři sochy Církevních Otců Východu (sv. Řehoř Veliký, sv. Řehoř Naziánský, sv. Basileos, sv. Jan Zlatoústý), bíle štafírované dřevořezby v nadživotní velikosti, pod kupolí před hlavním oltářem;
- Praha, Staré Město, kostel sv. Klimenta, oltářní sochy
- Praha, Staré Město, kostel sv. Jakuba
- Český Brod, kostel sv. Gotharda, hlavní oltář se sochami sv. Petra a sv. Pavla (1780)
- Tábor, děkanský kostel, sv. Donát, sv. Florián před kostelem
- Teplá – klášter, kostel premonstrátů - náhrobek blahosl. Hroznaty, oltářní plastiky a reliéfy
- Praha, Staré Město, Klementinum, Pomník matematika Josefa Steplinga v nádvoří

## Galerie

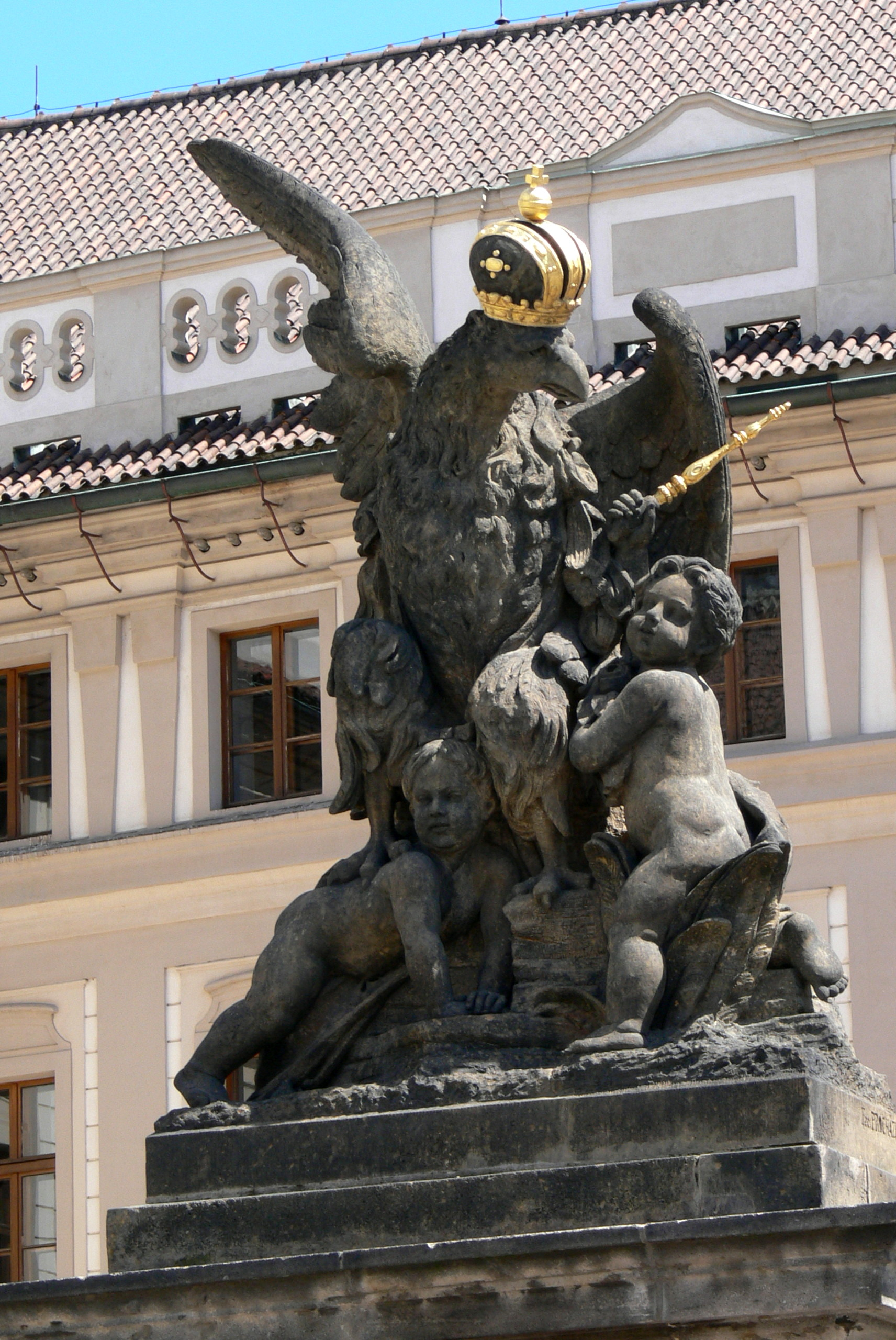
Orel a putti na Pražském Hradě
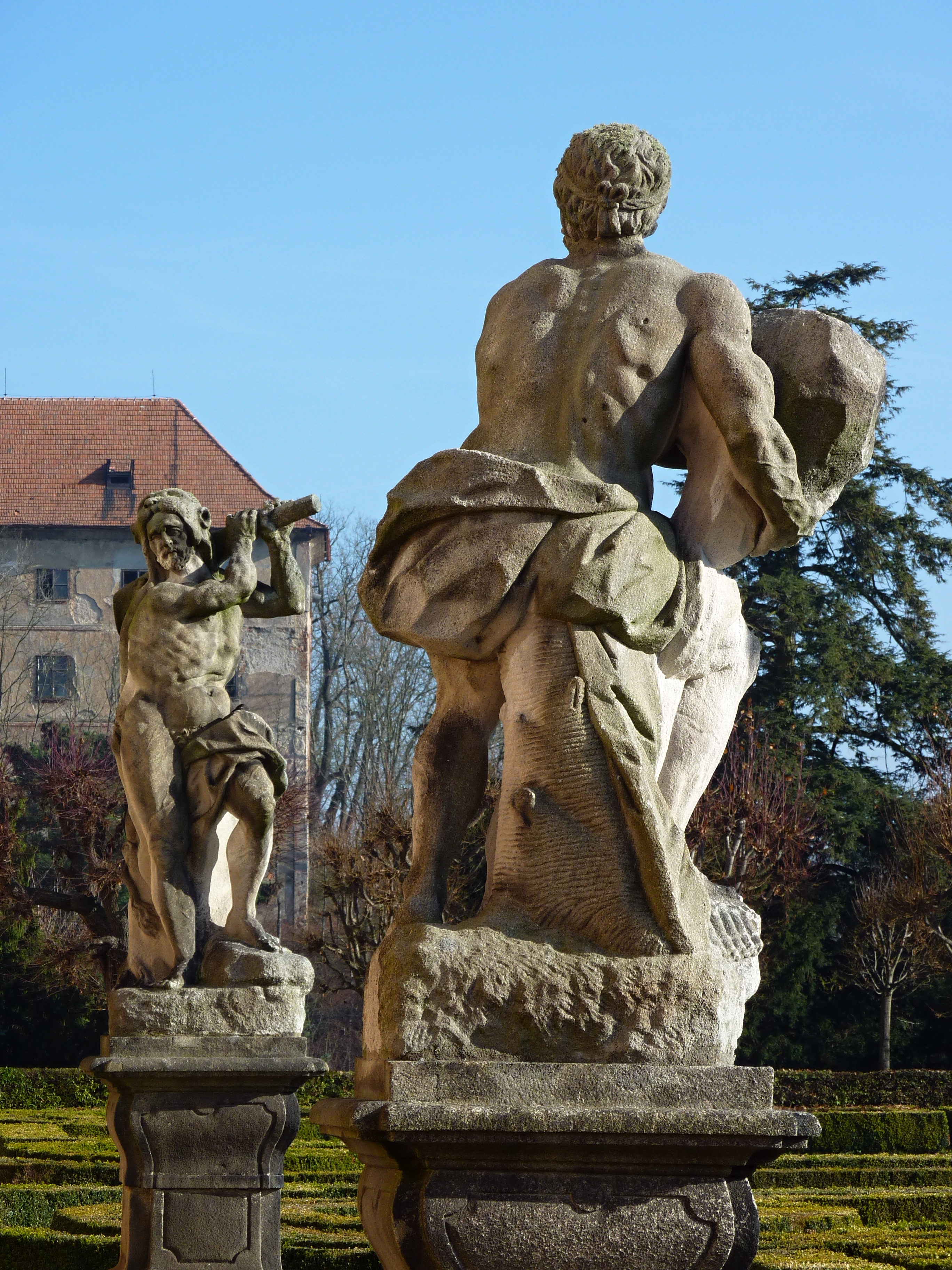
Zahrada zámku Dobříš
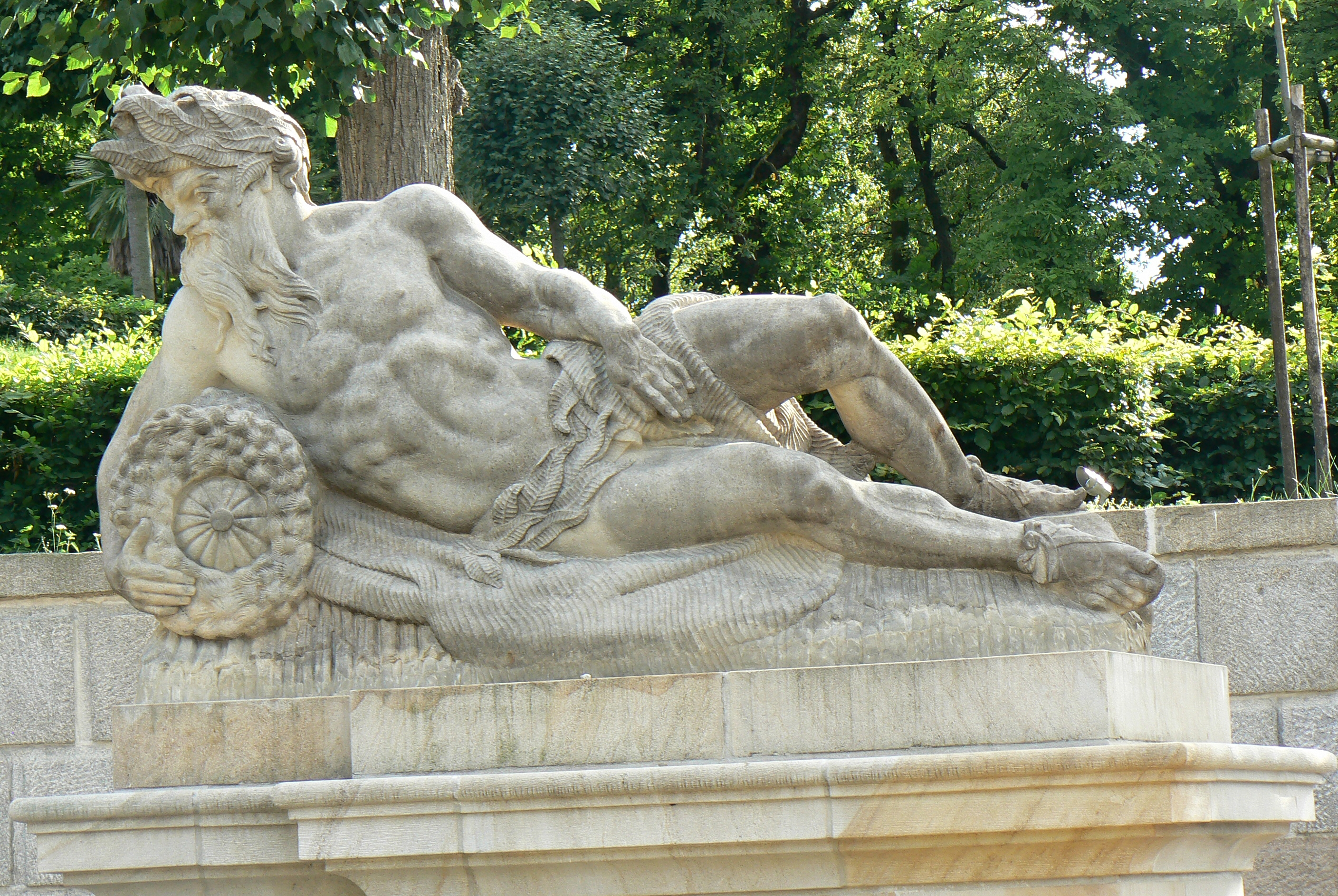
Zámek Dobříš, fontána
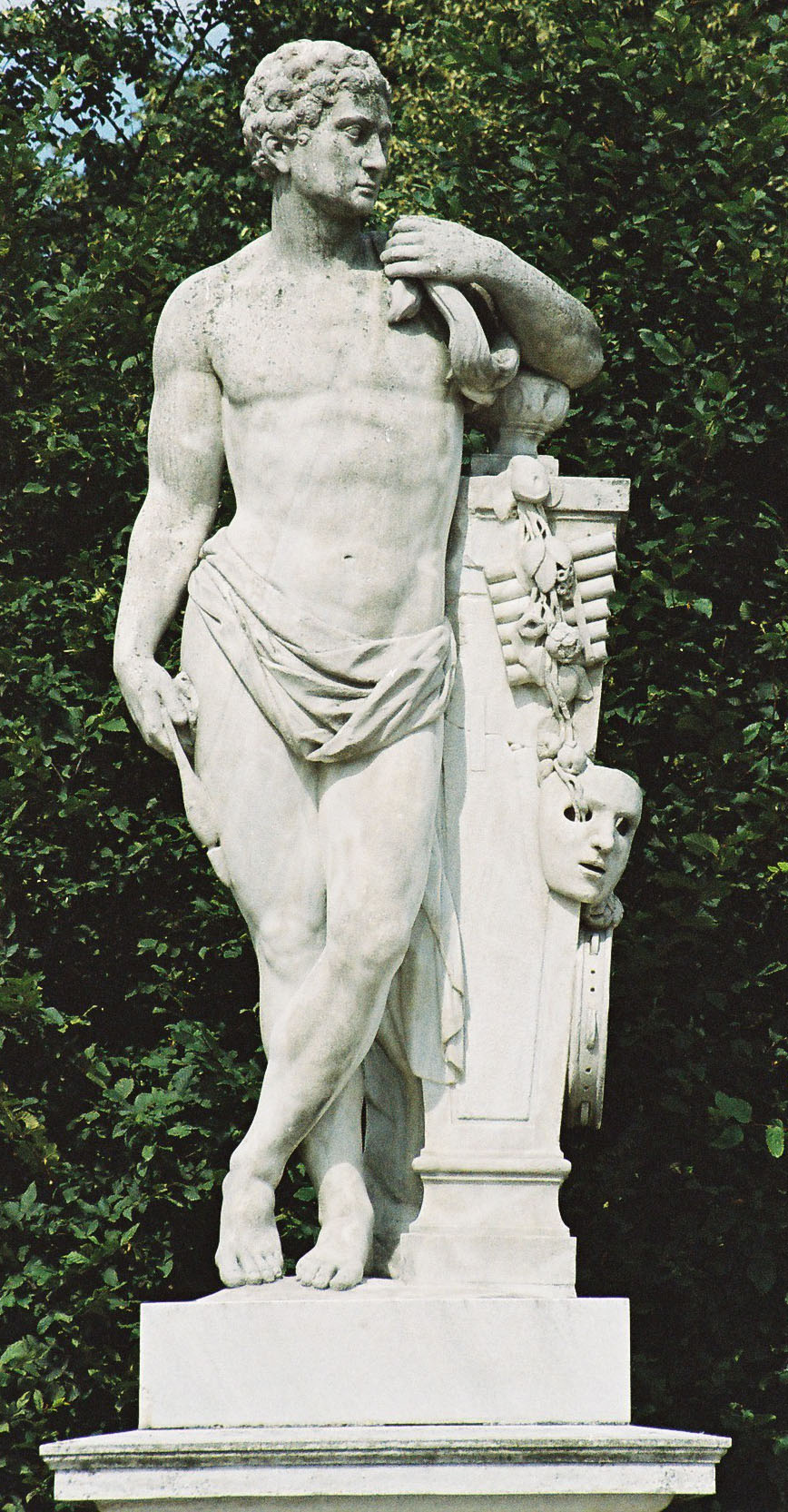
Herkules (Vídeň, Schönbrunn)
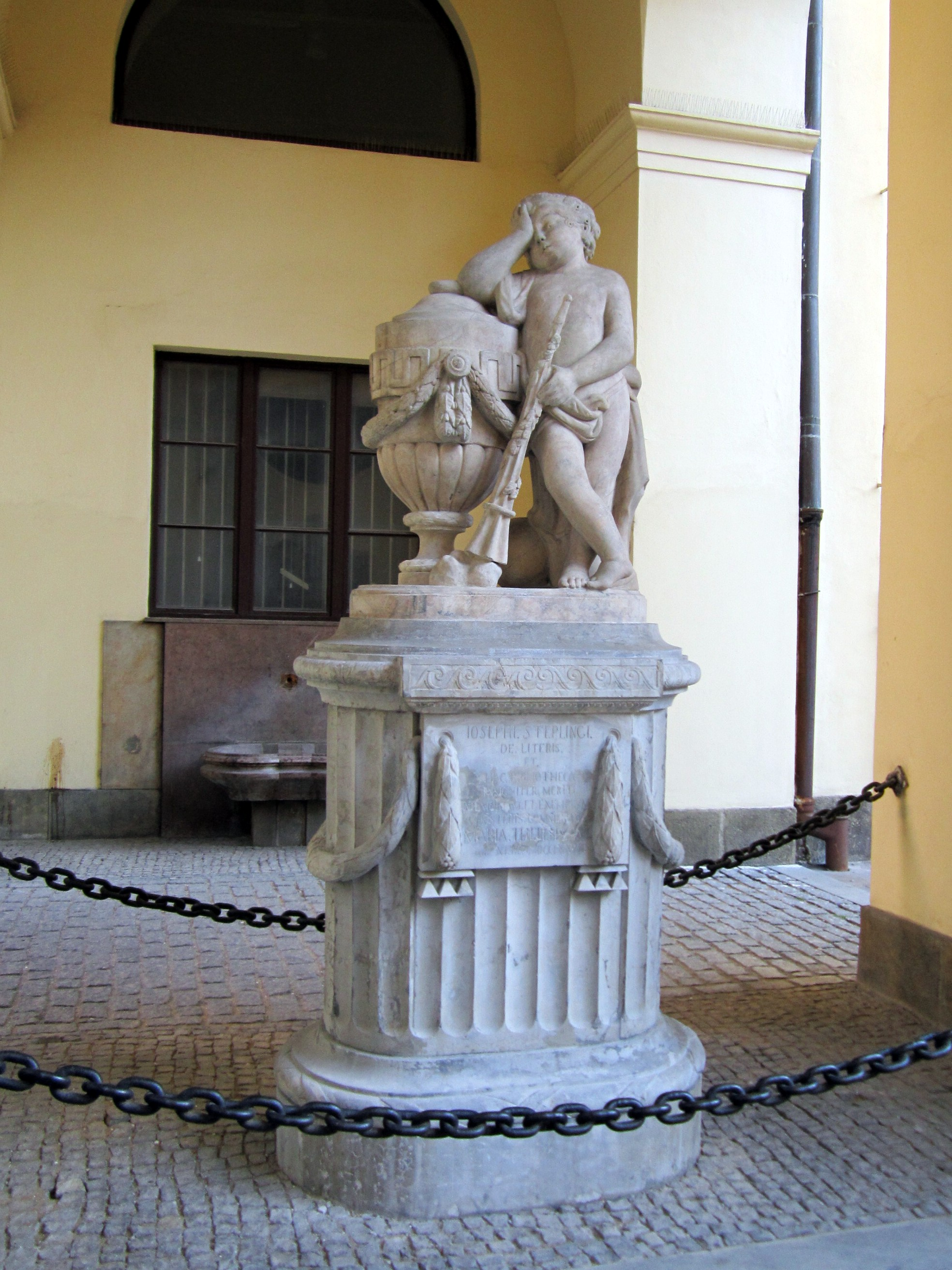
Pomníček J. Steplinga v pražském Klementinu (1780)
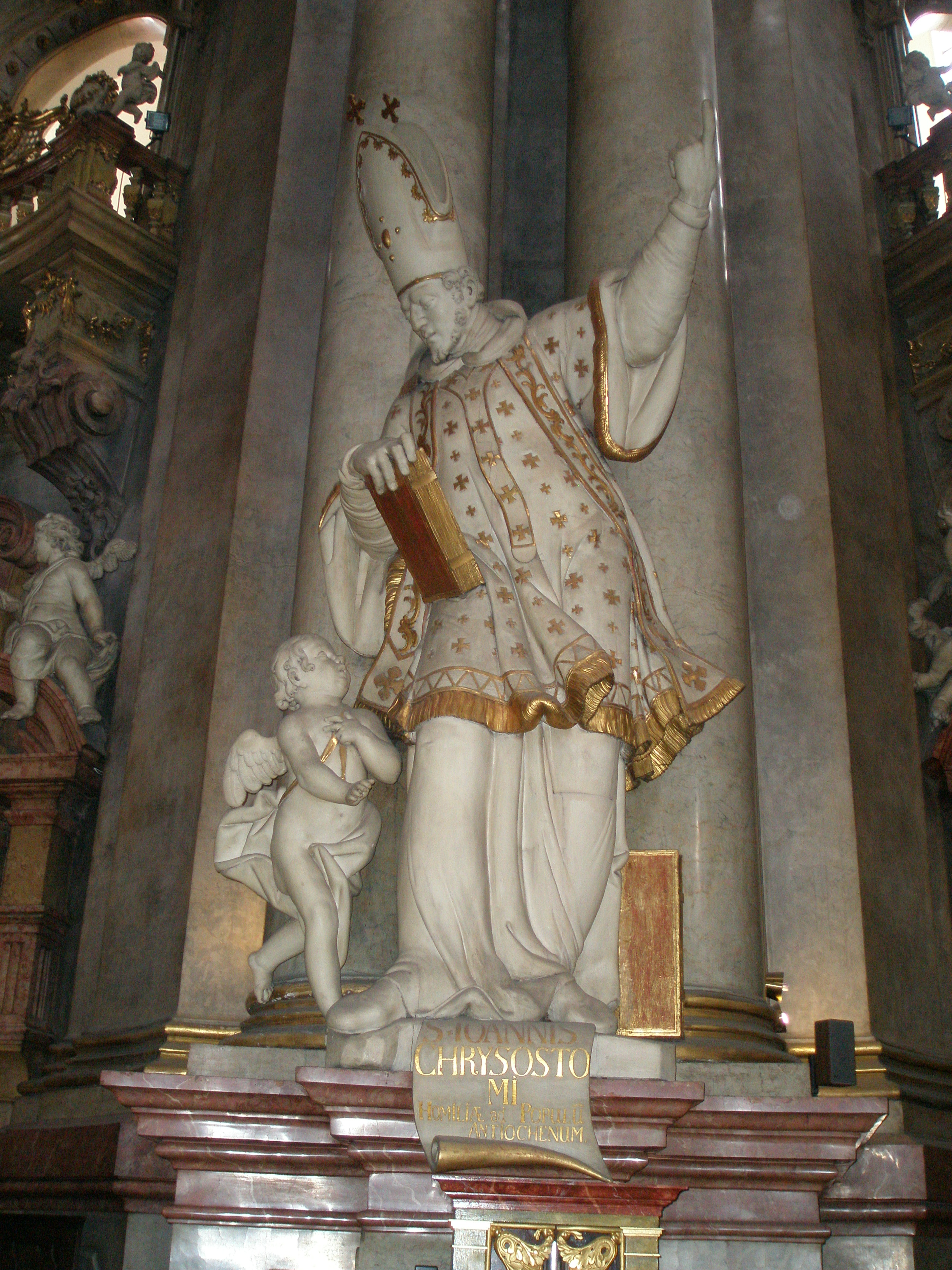
Malostranský kostel sv. Mikuláše, sv. Jan Zlatoústý
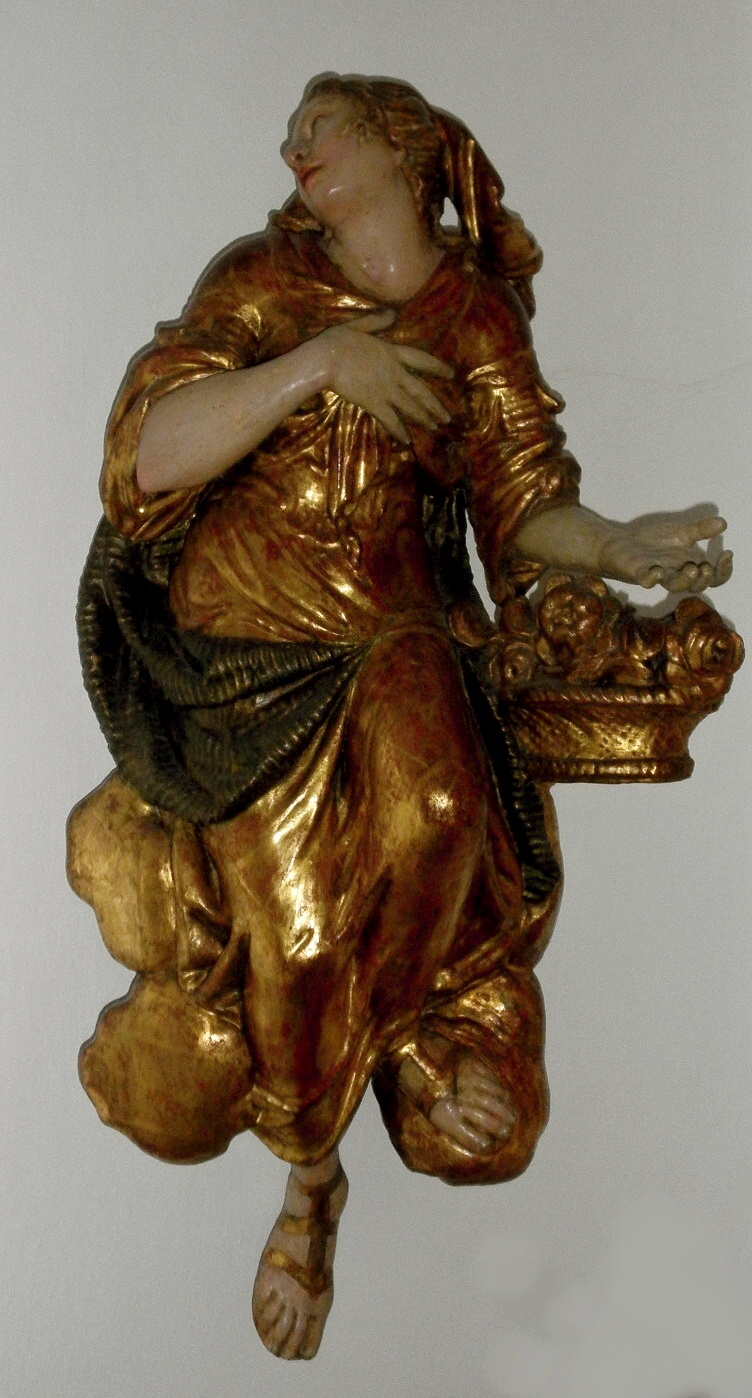
Svatá Dorota